# Alan Wilder
Alan Charles Wilder (Londres, 1 de junho de 1959)é um músico, compositor, arranjador e produtor musical, conhecido como um ex-membro da banda de música eletrônica Depeche Mode de 1982 a 1995. 
Desde sua saída da banda, o projeto musical chamado Recoil tornou-se seu principal empreendimento musical, que inicialmente começou como um projeto paralelo ao Depeche Mode em 1986. Wilder também forneceu serviços de produção e remixagem para as bandas Nitzer Ebb e Curve. Ele é um músico de formação clássica e renomado produtor musical contemporâneo.

## Discografia

### Álbuns do Recoil
- 1+2 (1986)
- Hydrology (1988)
- Bloodline (1992)
- Unsound Methods (1997)
- Liquid (2000)
- subHuman (2007)
- iTunes Recoil Package (2007) (compilação do iTunes)
- Selected (2010)

### Singles do Recoil
- Faith Healer (1992)
- Drifting (1997)
- Stalker/Missing Piece (1998)
- Strange Hours (2000)
- Jezebel (2000)
- Pray (2007)
- Pray/Allelujah (2008)